# Marconi Electronic Systems

Marconi Electronic Systems Limited

Marconi Electronic Systems (MES), ou GEC-Marconi como era até 1998, era o braço de defesa da General Electric Company (GEC). Foi cindida da GEC e comprada pela British Aerospace (BAe) em 30 de novembro de 1999 para formar a BAE Systems. A GEC então se renomeou Marconi plc.
A MES existe hoje como BAE Systems Electronics Limited, uma subsidiária da BAE Systems, mas os ativos foram reorganizados em outra parte da empresa. Os negócios relacionados ao MES incluem BAE Systems Submarine Solutions, BAE Systems Surface Ships, BAE Systems Insyte e Selex ES (agora parte da Leonardo SpA).

## Projetos principais
Essa é uma lista parcial:
- Produziu 12 fragatas da classe de 16 Tipo 23. Também é o principal fornecedor de eletrônicos e equipamentos para a classe.
- Aviônica civil, por exemplo, sistemas fly-by-wire Boeing 777
- Parte da equipe de licitação Raytheon ASTOR
- Submarinos da frota de classe Astute da Marinha Real
- Míssil Anti-Armor Brimstone
- TIALD designador laser pod
- AI.24 Foxhunter, radar para o Tornado
- ECR-90, radar para o Eurofighter Typhoon.
- Membro da equipe de desenvolvimento do Boeing X-32 JSF

### Armas navais
- Torpedo Spearfish
- Torpedo Sting Ray

### Nave espacial
- Ariel 6
- Prospero X-3

- Zircon (satélite)